# Thiaguinho
Thiago Beserra dos Santos (Suzano, 11 aprile 1997) è un calciatore brasiliano, centrocampista del Vitória.

## Caratteristiche tecniche
È un trequartista.

## Carriera
Ha esordito fra i professionisti il 17 febbraio 2016 disputando con la Juventus-SP l'incontro del Campeonato Paulista Série A2 perso 5-0 contro il Batatais.